# Distretto di Sholgara
Il distretto di Sholgara è un distretto dell'Afghanistan appartenente alla provincia di Balkh. Viene stimata una popolazione di 52 570 abitanti (stima 2016-17).